# Jugendbundesliga der weiblichen A-Jugend (Handball) 2024/25
Die Saison 2024/25 der A-Juniorinnen Handball-Bundesliga JBLH war die zwölfte Spielzeit der höchsten deutschen Spielklasse im Handball der weiblichen Jugend. Oftmals wurde diese Altersklasse mit dem Begriff U19 statt A-Jugend für die Altersklasse der 17- und 18-jährigen Handballspielerinnen bezeichnet. Die Saison begann am 7. September 2024. Die A-Juniorinnen-Bundesliga JBLH 2024/25 wurde vom Deutschen Handballbund (DHB) ausgerichtet. Titelverteidigerin war der Frankfurter Handball Club.

## Modus
Die Saison startete mit acht Gruppen à vier Mannschaften. Die jeweils Ersten und Zweiten dieser Gruppen qualifizierten sich für die Meisterrunde. Diese war in vier Vierergruppen aufgeteilt. Auch hier qualifizierten sich die jeweiligen Ersten und Zweiten für das Viertelfinale. Wurde dieses gewonnen (Modus Hin-/Rückspiel), dann trat man im „Final Four“ um die Deutsche A-Jugend-Meisterschaft an.
Die Drittplatzierten der Vorrundengruppen nahmen am DHB-Pokal teil. In der ersten Runde des DHB-Pokals wurden diese acht Mannschaften nach regionalen Gesichtspunkten in zwei Vierergruppen zugeteilt. Die jeweiligen Gruppensiegerinnen dieser Runde qualifizierten sich für das DHB-Pokal-Finale, welches im Hin-/Rückspiel-Modus gespielt wurde. Für die Viertplatzierten der acht Vorrundengruppen war die Saison beendet.

## Vorrunde
Für die Vorrunde wurden die Mannschaften nach regionalen Gesichtspunkten in acht Staffeln mit je vier Mannschaften eingeteilt, in denen in einer Einfachrunde einmal jeder gegen jeden spielte. Nach den somit drei Spielen für jede Mannschaft qualifizierten sich die ersten beiden jeder Gruppe für die Meisterrunde. Die drittplatzierten Mannschaften setzten den Spielbetrieb in der Pokalrunde fort. Die Tabellenletzten schieden aus.

### Gruppe 1
| Pl. | Verein                     | Sp. | S | U | N | Tore    | Diff. | Punkte |
| --- | -------------------------- | --- | - | - | - | ------- | ----- | ------ |
| 1.  | BV Borussia Dortmund       | 3   | 3 | 0 | 0 | 095:780 | +17   | 06:00  |
| 2.  | HSG Stuttgart Metzingen    | 3   | 1 | 1 | 1 | 088:790 | +9    | 03:30  |
| 3.  | Bergischer HC 06           | 3   | 1 | 1 | 1 | 094:910 | +3    | 03:30  |
| 4.  | TSG 1846 Mainz-Bretzenheim | 3   | 0 | 0 | 3 | 070:990 | −29   | 00:60  |

| Datum         | Heimmannschaft             |   | Gastmannschaft             | Ergebnis |
| ------------- | -------------------------- | - | -------------------------- | -------- |
| 8. Sep. 2024  | HSG Stuttgart Metzingen    | – | TSG 1846 Mainz-Bretzenheim | 30:17    |
| 8. Sep. 2024  | Bergischer HC 06           | – | BV Borussia Dortmund       | 27:31    |
| 28. Sep. 2024 | TSG 1846 Mainz-Bretzenheim | – | Bergischer HC 06           | 27:34    |
| 29. Sep. 2024 | BV Borussia Dortmund       | – | HSG Stuttgart Metzingen    | 29:25    |
| 16. Nov. 2024 | Bergischer HC 06           | – | HSG Stuttgart Metzingen    | 33:33    |
| 16. Nov. 2024 | BV Borussia Dortmund       | – | TSG 1846 Mainz-Bretzenheim | 35:26    |

### Gruppe 2
| Pl. | Verein                 | Sp. | S | U | N | Tore    | Diff. | Punkte |
| --- | ---------------------- | --- | - | - | - | ------- | ----- | ------ |
| 1.  | TV Hannover-Badenstedt | 3   | 3 | 0 | 0 | 098:720 | +26   | 06:00  |
| 2.  | Berliner TSC           | 3   | 2 | 0 | 1 | 075:730 | +2    | 04:20  |
| 3.  | Rostocker HC           | 3   | 1 | 0 | 2 | 089:990 | −10   | 02:40  |
| 4.  | SV Grün-Weiß Schwerin  | 3   | 0 | 0 | 3 | 077:950 | −18   | 00:60  |

| Datum         | Heimmannschaft         |   | Gastmannschaft         | Ergebnis |
| ------------- | ---------------------- | - | ---------------------- | -------- |
| 7. Sep. 2024  | Berliner TSC           | – | Rostocker HC           | 29:23    |
| 8. Sep. 2024  | SV Grün-Weiß Schwerin  | – | TV Hannover-Badenstedt | 23:32    |
| 28. Sep. 2024 | Rostocker HC           | – | SV Grün-Weiß Schwerin  | 36:32    |
| 29. Sep. 2024 | TV Hannover-Badenstedt | – | Berliner TSC           | 28:19    |
| 15. Nov. 2024 | Berliner TSC           | – | SV Grün-Weiß Schwerin  | 27:22    |
| 16. Nov. 2024 | Rostocker HC           | – | TV Hannover-Badenstedt | 30:38    |

### Gruppe 3
| Pl. | Verein            | Sp. | S | U | N | Tore     | Diff. | Punkte |
| --- | ----------------- | --- | - | - | - | -------- | ----- | ------ |
| 1.  | VfL Bad Schwartau | 3   | 3 | 0 | 0 | 0107:820 | +25   | 06:00  |
| 2.  | Buxtehuder SV     | 3   | 2 | 0 | 1 | 0125:790 | +46   | 04:20  |
| 3.  | JSG LIT 1912      | 3   | 1 | 0 | 2 | 073:1000 | −27   | 02:40  |
| 4.  | Werder Bremen     | 3   | 0 | 0 | 3 | 077:1210 | −44   | 00:60  |

| Datum         | Heimmannschaft    |   | Gastmannschaft    | Ergebnis |
| ------------- | ----------------- | - | ----------------- | -------- |
| 7. Sep. 2024  | Werder Bremen     | – | VfL Bad Schwartau | 26:38    |
| 8. Sep. 2024  | Buxtehuder SV     | – | JSG LIT 1912      | 42:17    |
| 28. Sep. 2024 | VfL Bad Schwartau | – | Buxtehuder SV     | 40:34    |
| 28. Sep. 2024 | JSG LIT 1912      | – | Werder Bremen     | 34:29    |
| 16. Nov. 2024 | JSG LIT 1912      | – | VfL Bad Schwartau | 22:29    |
| 16. Nov. 2024 | Buxtehuder SV     | – | Werder Bremen     | 49:22    |

### Gruppe 4
| Pl. | Verein                    | Sp. | S | U | N | Tore     | Diff. | Punkte |
| --- | ------------------------- | --- | - | - | - | -------- | ----- | ------ |
| 1.  | Frankfurter Handball Club | 3   | 2 | 0 | 1 | 0100:810 | +19   | 04:20  |
| 2.  | HC Erlangen               | 3   | 2 | 0 | 1 | 089:830  | +6    | 04:20  |
| 3.  | Thüringer HC              | 3   | 2 | 0 | 1 | 095:850  | +10   | 04:20  |
| 4.  | HC Rödertal               | 3   | 0 | 0 | 3 | 075:1100 | −35   | 00:60  |

- Bei Punktgleichheit entschied der direkte Vergleich

| Datum         | Heimmannschaft            |   | Gastmannschaft            | Ergebnis |
| ------------- | ------------------------- | - | ------------------------- | -------- |
| 7. Sep. 2024  | Frankfurter Handball Club | – | HC Erlangen               | 28:20    |
| 8. Sep. 2024  | HC Rödertal               | – | Thüringer HC              | 18:36    |
| 28. Sep. 2024 | HC Erlangen               | – | HC Rödertal               | 32:29    |
| 29. Sep. 2024 | Thüringer HC              | – | Frankfurter Handball Club | 33:30    |
| 16. Nov. 2024 | HC Erlangen               | – | Thüringer HC              | 37:26    |
| 16. Nov. 2024 | Frankfurter Handball Club | – | HC Rödertal               | 42:28    |

### Gruppe 5
| Pl. | Verein                      | Sp. | S | U | N | Tore     | Diff. | Punkte |
| --- | --------------------------- | --- | - | - | - | -------- | ----- | ------ |
| 1.  | HC Leipzig                  | 3   | 3 | 0 | 0 | 0106:670 | +39   | 06:00  |
| 2.  | TSV Bayer 04 Leverkusen     | 3   | 2 | 0 | 1 | 091:520  | +39   | 04:20  |
| 3.  | TSG von 1884 Kriftel        | 3   | 1 | 0 | 2 | 064:940  | −30   | 02:40  |
| 4.  | JSG Mundenheim-Rheingönheim | 3   | 0 | 0 | 3 | 055:1030 | −48   | 00:60  |

| Datum         | Heimmannschaft              |   | Gastmannschaft              | Ergebnis |
| ------------- | --------------------------- | - | --------------------------- | -------- |
| 7. Sep. 2024  | HC Leipzig                  | – | JSG Mundenheim-Rheingönheim | 46:25    |
| 8. Sep. 2024  | TSV Bayer 04 Leverkusen     | – | TSG von 1884 Kriftel        | 37:19    |
| 28. Sep. 2024 | JSG Mundenheim-Rheingönheim | – | TSV Bayer 04 Leverkusen     | 10:33    |
| 29. Sep. 2024 | TSG von 1884 Kriftel        | – | HC Leipzig                  | 21:37    |
| 19. Okt. 2024 | HC Leipzig                  | – | TSV Bayer 04 Leverkusen     | 23:21    |
| 8. Nov. 2024  | JSG Mundenheim-Rheingönheim | – | TSG von 1884 Kriftel        | 20:24    |

### Gruppe 6
| Pl. | Verein                     | Sp. | S | U | N | Tore    | Diff. | Punkte |
| --- | -------------------------- | --- | - | - | - | ------- | ----- | ------ |
| 1.  | TPSG Frisch Auf Göppingen  | 3   | 2 | 0 | 1 | 091:850 | +6    | 04:20  |
| 2.  | SG Schozach-Bottwartal     | 3   | 2 | 0 | 1 | 088:900 | −2    | 04:20  |
| 3.  | SV Salamander Kornwestheim | 3   | 1 | 0 | 2 | 081:860 | −5    | 02:40  |
| 4.  | HSG Freiburg               | 3   | 1 | 0 | 2 | 092:910 | +1    | 02:40  |

- Bei Punktgleichheit entschied der direkte Vergleich

| Datum         | Heimmannschaft             |   | Gastmannschaft             | Ergebnis |
| ------------- | -------------------------- | - | -------------------------- | -------- |
| 8. Sep. 2024  | Frisch Auf Göppingen       | – | HSG Freiburg               | 26:32    |
| 28. Sep. 2024 | HSG Freiburg               | – | SG Schozach-Bottwartal     | 29:33    |
| 28. Sep. 2024 | SV Salamander Kornwestheim | – | Frisch Auf Göppingen       | 25:28    |
| 6. Okt. 2024  | SG Schozach-Bottwartal     | – | SV Salamander Kornwestheim | 27:24    |
| 16. Nov. 2024 | HSG Freiburg               | – | SV Salamander Kornwestheim | 31:32    |
| 16. Nov. 2024 | Frisch Auf Göppingen       | – | SG Schozach-Bottwartal     | 37:28    |

### Gruppe 7
| Pl. | Verein          | Sp. | S | U | N | Tore     | Diff. | Punkte |
| --- | --------------- | --- | - | - | - | -------- | ----- | ------ |
| 1.  | Handewitter SV  | 3   | 3 | 0 | 0 | 0111:660 | +45   | 06:00  |
| 2.  | VfL Oldenburg   | 3   | 1 | 1 | 1 | 090:820  | +8    | 03:30  |
| 3.  | SG Hamburg-Nord | 3   | 1 | 0 | 2 | 080:950  | −15   | 02:40  |
| 4.  | MTV Lübeck      | 3   | 0 | 1 | 2 | 067:1050 | −38   | 01:50  |

| Datum         | Heimmannschaft  |   | Gastmannschaft  | Ergebnis |
| ------------- | --------------- | - | --------------- | -------- |
| 7. Sep. 2024  | Handewitter SV  | – | MTV Lübeck      | 46:18    |
| 8. Sep. 2024  | SG Hamburg-Nord | – | VfL Oldenburg   | 26:37    |
| 28. Sep. 2024 | VfL Oldenburg   | – | Handewitter SV  | 27:30    |
| 29. Sep. 2024 | MTV Lübeck      | – | SG Hamburg-Nord | 23:33    |
| 16. Nov. 2024 | Handewitter SV  | – | SG Hamburg-Nord | 35:21    |
| 16. Nov. 2024 | MTV Lübeck      | – | VfL Oldenburg   | 26:26    |

### Gruppe 8
| Pl. | Verein                | Sp. | S | U | N | Tore     | Diff. | Punkte |
| --- | --------------------- | --- | - | - | - | -------- | ----- | ------ |
| 1.  | HSG Bensheim/Auerbach | 3   | 3 | 0 | 0 | 0101:800 | +21   | 06:00  |
| 2.  | HSG Blomberg-Lippe    | 3   | 2 | 0 | 1 | 0115:710 | +44   | 04:20  |
| 3.  | SG 09 Kirchhof        | 3   | 1 | 0 | 2 | 089:1060 | −17   | 02:40  |
| 4.  | TV Nellingen          | 3   | 0 | 0 | 3 | 071:1190 | −48   | 00:60  |

| Datum         | Heimmannschaft        |   | Gastmannschaft        | Ergebnis |
| ------------- | --------------------- | - | --------------------- | -------- |
| 7. Sep. 2024  | SG 09 Kirchhof        | – | TV Nellingen          | 34:28    |
| 8. Sep. 2024  | HSG Bensheim/Auerbach | – | HSG Blomberg-Lippe    | 27:26    |
| 28. Sep. 2024 | HSG Blomberg-Lippe    | – | SG 09 Kirchhof        | 44:27    |
| 29. Sep. 2024 | TV Nellingen          | – | HSG Bensheim/Auerbach | 26:40    |
| 16. Nov. 2024 | HSG Bensheim/Auerbach | – | SG 09 Kirchhof        | 34:28    |
| 16. Nov. 2024 | HSG Blomberg-Lippe    | – | TV Nellingen          | 45:17    |

## Meisterrunde
Für die Meisterrunde qualifizierten sich die jeweils erst- und zweitplatzierten Mannschaften der acht Vorrundengruppen.

### Meisterrunde A
| Pl.                           | Verein                 | Sp. | S | U | N | Tore     | Diff. | Punkte |
| ----------------------------- | ---------------------- | --- | - | - | - | -------- | ----- | ------ |
| 1.                            | TV Hannover-Badenstedt | 3   | 2 | 0 | 1 | 0101:910 | +10   | 04:20  |
| 2.                            | Buxtehuder SV          | 3   | 2 | 0 | 1 | 096:880  | +8    | 04:20  |
| 3.                            | Handewitter SV         | 3   | 1 | 0 | 2 | 085:910  | −6    | 02:40  |
| 4.                            | HSG Blomberg-Lippe     | 3   | 1 | 0 | 2 | 077:890  | −12   | 02:40  |
| Quelle: , Stand: 2. März 2025 |                        |     |   |   |   |          |       |        |

| Datum         | Heimmannschaft         |   | Gastmannschaft         | Ergebnis |
| ------------- | ---------------------- | - | ---------------------- | -------- |
| 14. Dez. 2024 | TV Hannover-Badenstedt | – | Buxtehuder SV          | 40:33    |
| 15. Dez. 2024 | Handewitter SV         | – | HSG Blomberg-Lippe     | 31:25    |
| 2. Feb. 2025  | HSG Blomberg-Lippe     | – | TV Hannover-Badenstedt | 31:26    |
| 2. Feb. 2025  | Buxtehuder SV          | – | Handewitter SV         | 31:27    |
| 2. März 2025  | Buxtehuder SV          | – | HSG Blomberg-Lippe     | 32:21    |
| 2. März 2025  | TV Hannover-Badenstedt | – | Handewitter SV         | 35:27    |

### Meisterrunde B
| Pl.                           | Verein                | Sp. | S | U | N | Tore    | Diff. | Punkte |
| ----------------------------- | --------------------- | --- | - | - | - | ------- | ----- | ------ |
| 1.                            | VfL Bad Schwartau     | 3   | 3 | 0 | 0 | 078:640 | +14   | 06:00  |
| 2.                            | HSG Bensheim/Auerbach | 3   | 1 | 1 | 1 | 072:690 | +3    | 03:30  |
| 3.                            | Berliner TSC          | 3   | 1 | 1 | 1 | 073:750 | −2    | 03:30  |
| 4.                            | VfL Oldenburg         | 3   | 0 | 0 | 3 | 068:830 | −15   | 00:60  |
| Quelle: , Stand: 2. März 2025 |                       |     |   |   |   |         |       |        |

| Datum         | Heimmannschaft        |   | Gastmannschaft        | Ergebnis |
| ------------- | --------------------- | - | --------------------- | -------- |
| 14. Dez. 2024 | HSG Bensheim/Auerbach | – | VfL Oldenburg         | 29:23    |
| 15. Dez. 2024 | VfL Bad Schwartau     | – | Berliner TSC          | 29:22    |
| 2. Feb. 2025  | Berliner TSC          | – | HSG Bensheim/Auerbach | 20:20    |
| 16. Feb. 2025 | VfL Oldenburg         | – | VfL Bad Schwartau     | 19:23    |
| 28. Feb. 2025 | Berliner TSC          | – | VfL Oldenburg         | 31:26    |
| 2. März 2025  | VfL Bad Schwartau     | – | HSG Bensheim/Auerbach | 26:23    |

### Meisterrunde C
| Pl.                           | Verein                 | Sp. | S | U | N | Tore     | Diff. | Punkte |
| ----------------------------- | ---------------------- | --- | - | - | - | -------- | ----- | ------ |
| 1.                            | HC Leipzig             | 3   | 3 | 0 | 0 | 0115:830 | +32   | 06:00  |
| 2.                            | BV Borussia Dortmund   | 3   | 2 | 0 | 1 | 0102:830 | +19   | 04:20  |
| 3.                            | HC Erlangen            | 3   | 1 | 0 | 2 | 095:1020 | −7    | 02:40  |
| 4.                            | SG Schozach-Bottwartal | 3   | 0 | 0 | 3 | 061:1050 | −44   | 00:60  |
| Quelle: , Stand: 2. März 2025 |                        |     |   |   |   |          |       |        |

| Datum         | Heimmannschaft         |   | Gastmannschaft         | Ergebnis |
| ------------- | ---------------------- | - | ---------------------- | -------- |
| 14. Dez. 2024 | HC Leipzig             | – | HC Erlangen            | 37:32    |
| 15. Dez. 2024 | BV Borussia Dortmund   | – | SG Schozach-Bottwartal | 33:14    |
| 1. Feb. 2025  | HC Erlangen            | – | BV Borussia Dortmund   | 28:37    |
| 2. Feb. 2025  | SG Schozach-Bottwartal | – | HC Leipzig             | 19:37    |
| 9. Feb. 2025  | BV Borussia Dortmund   | – | HC Leipzig             | 32:41    |
| 2. März 2025  | SG Schozach-Bottwartal | – | HC Erlangen            | 28:35    |

### Meisterrunde D
| Pl.                           | Verein                    | Sp. | S | U | N | Tore    | Diff. | Punkte |
| ----------------------------- | ------------------------- | --- | - | - | - | ------- | ----- | ------ |
| 1.                            | TSV Bayer 04 Leverkusen   | 3   | 3 | 0 | 0 | 070:600 | +10   | 06:00  |
| 2.                            | Frankfurter Handball Club | 3   | 2 | 0 | 1 | 072:750 | −3    | 04:20  |
| 3.                            | HSG Stuttgart Metzingen   | 3   | 1 | 0 | 2 | 086:740 | +12   | 02:40  |
| 4.                            | TPSG Frisch Auf Göppingen | 3   | 0 | 0 | 3 | 069:880 | −19   | 00:60  |
| Quelle: , Stand: 1. März 2025 |                           |     |   |   |   |         |       |        |

| Datum         | Heimmannschaft            |   | Gastmannschaft            | Ergebnis |
| ------------- | ------------------------- | - | ------------------------- | -------- |
| 13. Dez. 2024 | TPSG Frisch Auf Göppingen | – | HSG Stuttgart Metzingen   | 25:41    |
| 15. Dez. 2024 | Frankfurter Handball Club | – | TSV Bayer 04 Leverkusen   | 20:26    |
| 1. Feb. 2025  | TSV Bayer 04 Leverkusen   | – | TPSG Frisch Auf Göppingen | 18:16    |
| 1. Feb. 2025  | HSG Stuttgart Metzingen   | – | Frankfurter Handball Club | 21:23    |
| 1. März 2025  | TPSG Frisch Auf Göppingen | – | Frankfurter Handball Club | 28:29    |
| 1. März 2025  | HSG Stuttgart Metzingen   | – | TSV Bayer 04 Leverkusen   | 24:26    |

## Viertelfinale
Für das Viertelfinale qualifizierten sich die jeweils erst- und zweitplatzierten Mannschaften der vier Meisterschaftsrunden.
1. Viertelfinale
| Datum         | Heimmannschaft         |   | Gastmannschaft         | Ergebnis |
| ------------- | ---------------------- | - | ---------------------- | -------- |
| 16. März 2025 | BV Borussia Dortmund   | – | TV Hannover-Badenstedt | 30:32    |
| 30. März 2025 | TV Hannover-Badenstedt | – | BV Borussia Dortmund   | 24:31    |

2. Viertelfinale
| Datum         | Heimmannschaft            |   | Gastmannschaft            | Ergebnis |
| ------------- | ------------------------- | - | ------------------------- | -------- |
| 23. März 2025 | Frankfurter Handball Club | – | VfL Bad Schwartau         | 30:24    |
| 4. Mai 2025   | VfL Bad Schwartau         | – | Frankfurter Handball Club | 25:24    |

3. Viertelfinale
| Datum         | Heimmannschaft          |   | Gastmannschaft          | Ergebnis |
| ------------- | ----------------------- | - | ----------------------- | -------- |
| 29. März 2025 | HSG Bensheim/Auerbach   | – | TSV Bayer 04 Leverkusen | 20:25    |
| 5. Apr. 2025  | TSV Bayer 04 Leverkusen | – | HSG Bensheim/Auerbach   | 24:22    |

4. Viertelfinale
| Datum, Uhrzeit | Heimmannschaft |   | Gastmannschaft | Ergebnis |
| -------------- | -------------- | - | -------------- | -------- |
| 30. Apr. 2025  | Buxtehuder SV  | – | HC Leipzig     | 27:25    |
| 4. Mai 2025    | HC Leipzig     | – | Buxtehuder SV  | 33:27    |

## Final Four
Das Final Four wurde am Wochenende 24./25. Mai 2025 in Dortmund ausgetragen.

### Halbfinale
Im Halbfinale um die Deutsche Meisterschaft 2025 trafen die vier Siegerinnen des Viertelfinals aufeinander:
| Datum        | Heimmannschaft          |   | Gastmannschaft            | Ergebnis |
| ------------ | ----------------------- | - | ------------------------- | -------- |
| 24. Mai 2025 | BV Borussia Dortmund    | – | Frankfurter Handball Club | 31:23    |
| 24. Mai 2025 | TSV Bayer 04 Leverkusen | – | HC Leipzig                | 22:32    |

### Spiel um Platz 3
Die beiden Verliererinnen der Halbfinalspiele bestritten das Spiel um Platz 3:
| Datum        | Heimmannschaft          |   | Gastmannschaft            | Ergebnis |
| ------------ | ----------------------- | - | ------------------------- | -------- |
| 25. Mai 2025 | TSV Bayer 04 Leverkusen | – | Frankfurter Handball Club | 29:9     |

### Finale
Die beiden Siegerinnen der Halbfinalbegegnungen standen sich im Finale am 25. Mai 2025 gegenüber:
| Datum        | Heimmannschaft       |   | Gastmannschaft | Ergebnis |
| ------------ | -------------------- | - | -------------- | -------- |
| 25. Mai 2025 | BV Borussia Dortmund | – | HC Leipzig     | 26:32    |

## Pokalrunde
Für die Pokalrunde qualifizierten sich die drittplatzierten Mannschaften der acht Vorrundengruppen.

### Pokalrunde A
| Pl.                           | Verein           | Sp. | S | U | N | Tore     | Diff. | Punkte |
| ----------------------------- | ---------------- | --- | - | - | - | -------- | ----- | ------ |
| 1.                            | Bergischer HC 06 | 3   | 3 | 0 | 0 | 0102:820 | +20   | 06:00  |
| 2.                            | JSG LIT 1912     | 3   | 2 | 0 | 1 | 087:820  | +5    | 04:20  |
| 3.                            | Rostocker HC     | 3   | 1 | 0 | 2 | 088:920  | −4    | 02:40  |
| 4.                            | SG Hamburg-Nord  | 3   | 0 | 0 | 3 | 090:1110 | −21   | 00:60  |
| Quelle: , Stand: 1. März 2025 |                  |     |   |   |   |          |       |        |

| Datum         | Heimmannschaft   |   | Gastmannschaft   | Ergebnis |
| ------------- | ---------------- | - | ---------------- | -------- |
| 15. Dez. 2024 | SG Hamburg-Nord  | – | JSG LIT 1912     | 26:32    |
| 15. Dez. 2024 | Bergischer HC 06 | – | Rostocker HC     | 30:25    |
| 1. Feb. 2025  | JSG LIT 1912     | – | Bergischer HC 06 | 23:28    |
| 2. Feb. 2025  | Rostocker HC     | – | SG Hamburg-Nord  | 35:30    |
| 1. März 2025  | Bergischer HC 06 | – | SG Hamburg-Nord  | 44:34    |
| 1. März 2025  | Rostocker HC     | – | JSG LIT 1912     | 28:32    |

### Pokalrunde B
| Pl.                           | Verein                     | Sp. | S | U | N | Tore     | Diff. | Punkte |
| ----------------------------- | -------------------------- | --- | - | - | - | -------- | ----- | ------ |
| 1.                            | Thüringer HC               | 3   | 3 | 0 | 0 | 0101:810 | +20   | 06:00  |
| 2.                            | SV Salamander Kornwestheim | 3   | 2 | 0 | 1 | 0100:830 | +17   | 04:20  |
| 3.                            | TSG von 1884 Kriftel       | 3   | 1 | 0 | 2 | 065:870  | −22   | 02:40  |
| 4.                            | SG 09 Kirchhof             | 3   | 0 | 0 | 3 | 090:1050 | −15   | 00:60  |
| Quelle: , Stand: 2. März 2025 |                            |     |   |   |   |          |       |        |

| Datum         | Heimmannschaft             |   | Gastmannschaft             | Ergebnis |
| ------------- | -------------------------- | - | -------------------------- | -------- |
| 14. Dez. 2024 | Thüringer HC               | – | TSG von 1884 Kriftel       | 28:18    |
| 31. Jan. 2025 | SG 09 Kirchhof             | – | Thüringer HC               | 36:39    |
| 1. Feb. 2025  | TSG von 1884 Kriftel       | – | SV Salamander Kornwestheim | 20:34    |
| 16. Feb. 2025 | SV Salamander Kornwestheim | – | SG 09 Kirchhof             | 39:29    |
| 1. März 2025  | Thüringer HC               | – | SV Salamander Kornwestheim | 34:27    |
| 2. März 2025  | TSG von 1884 Kriftel       | – | SG 09 Kirchhof             | 27:25    |

### Finale
Das Finale trugen die beiden Gruppenersten der Pokalrunde in einem Hin- und einem Rückspiel aus.
| Datum         | Heimmannschaft   |   | Gastmannschaft   | Ergebnis |
| ------------- | ---------------- | - | ---------------- | -------- |
| 30. März 2025 | Bergischer HC 06 | – | Thüringer HC     | 29:36    |
| 11. Apr. 2025 | Thüringer HC     | – | Bergischer HC 06 | 33:28    |